# Lovens Sporhunde
Lovens Sporhunde er en amerikansk stumfilm fra 1920 af D. W. Griffith.

## Medvirkende
- Richard Barthelmess som Bruce Sanders
- Carol Dempster som Stella Bevan
- George MacQuarrie som Thomas Bevan
- Anders Randolf som Matthew Crane
- Florence Short som Mrs. Bevan
- Crauford Kent
- Adolph Lestina
- William James
- Jack Manning